# 20468 Petercook
20468 Petercook (1999 NK4) là một tiểu hành tinh vành đai chính được phát hiện ngày 13 tháng 7 năm 1999 bởi J. Broughton ở Reedy Creek.